# میلاد سالم
میلاد سالم نعیمی (زادهٔ ۳ مارس ۱۹۸۸) یک بازیکن فوتبال اهل افغانستان است.
وی همچنین در تیم ملی فوتبال افغانستان بازی کرده است.